# Eisenfarbiger Samtfalter
Der Eisenfarbige Samtfalter oder die Kleine Rostbinde (Hipparchia statilinus) ist ein Schmetterling aus der Familie der Augenfalter.

## Merkmale
Die Länge der Vorderflügel beträgt etwa 22 bis 28 Millimeter. Färbung und Größe des Falters sind recht variabel. Die Flügel der Nominatform Hipparchia statilinus spp. statilinus sind auf ihrer oberen Seite annähernd einfarbig dunkelbraun. Nahe dem Außenrand des Vorderflügels finden sich zwei schwarze Augenflecke, zwischen diesen zwei kleinere weiße. Die Unterart onosandrus Fruhstorfer ist größer und hat große weiße Punkte in den Augenflecken. Die Flügelunterseite ist stärker marmoriert mit einer hellgrauen Mittel- und dunkelgrauen Submarginalbinde. In einigen Gegenden (zum Beispiel Mittelitalien) ist die Unterseite der Hinterflügel annähernd einfarbig dunkelbraun.

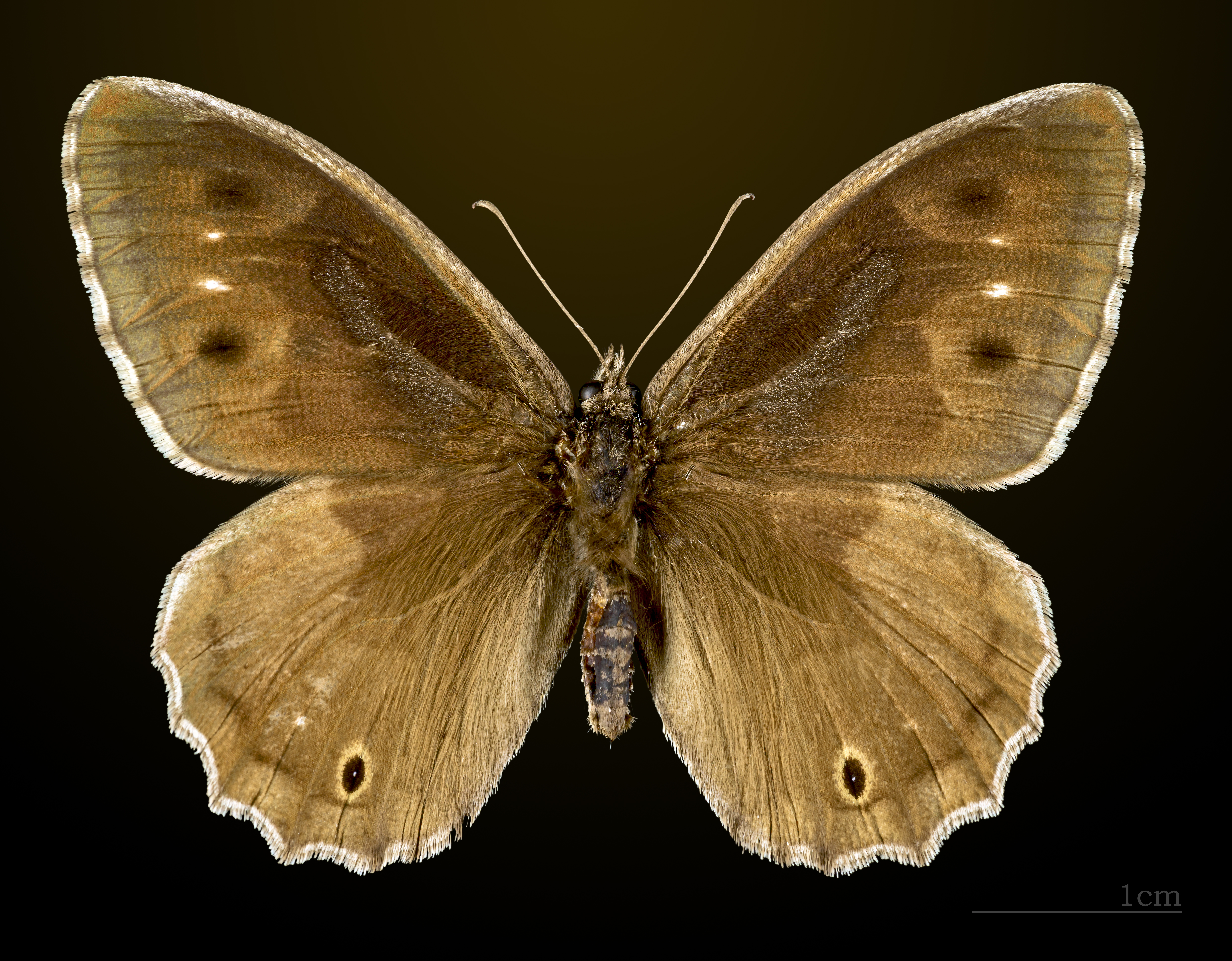
♂
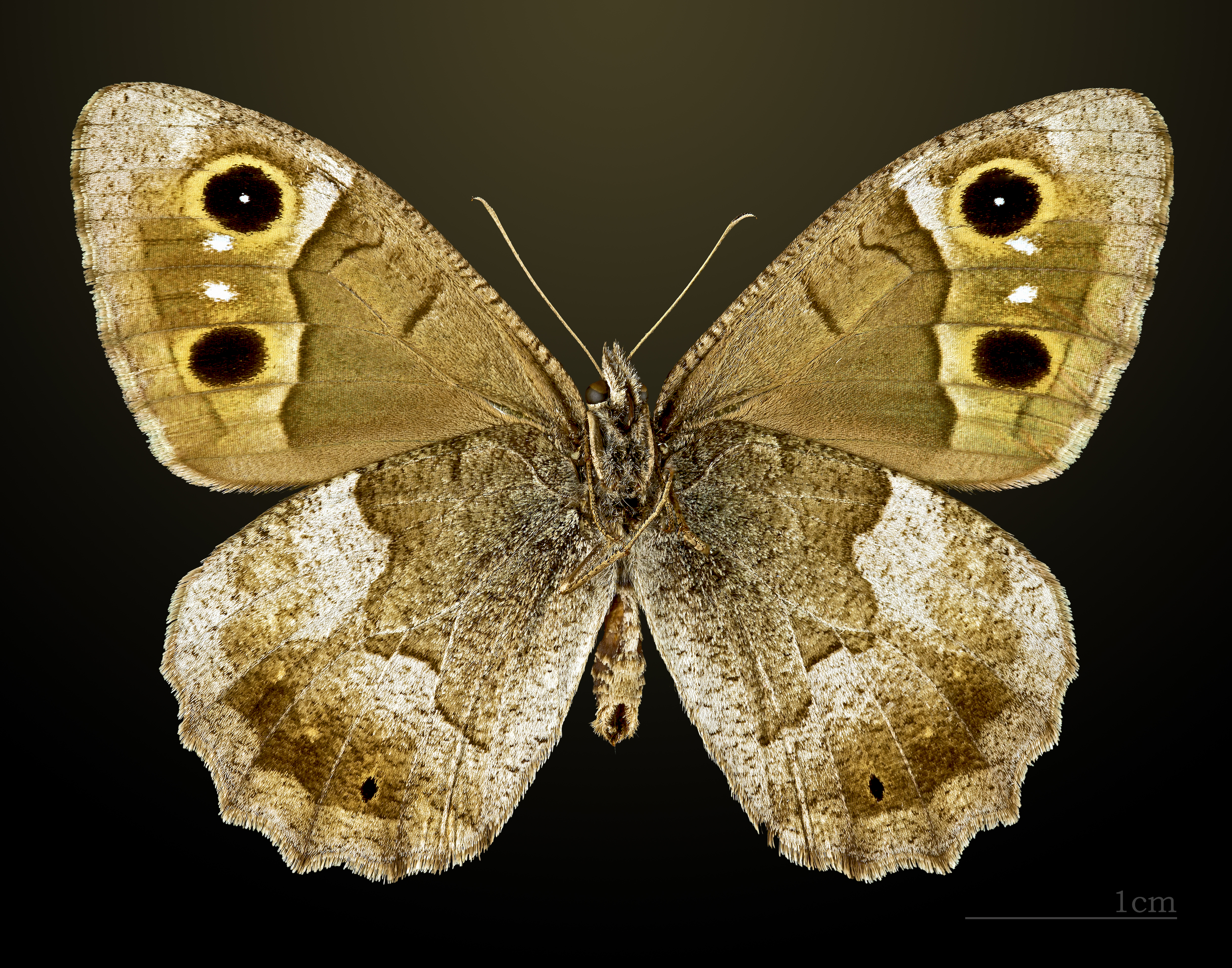
♂ △
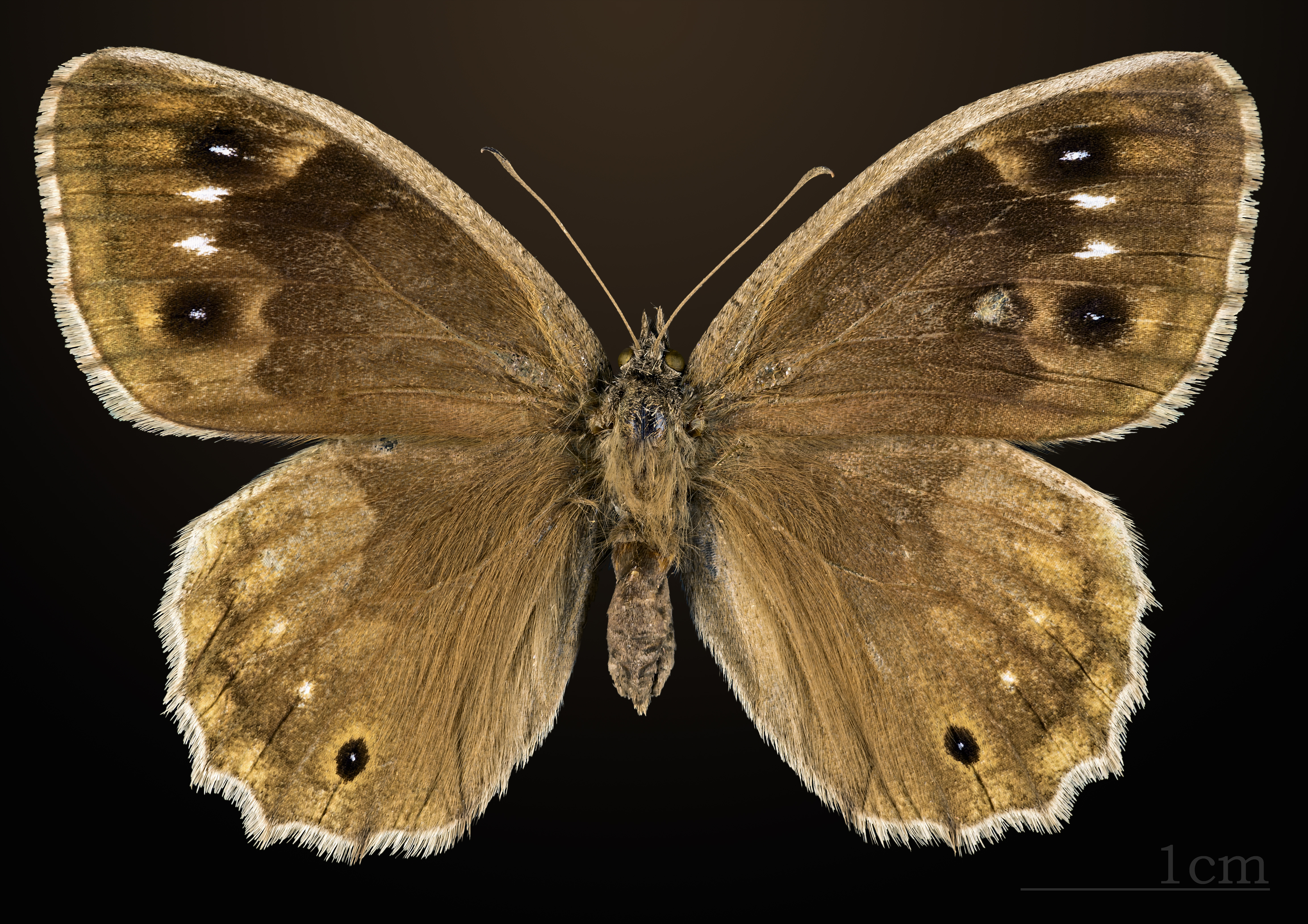
♀
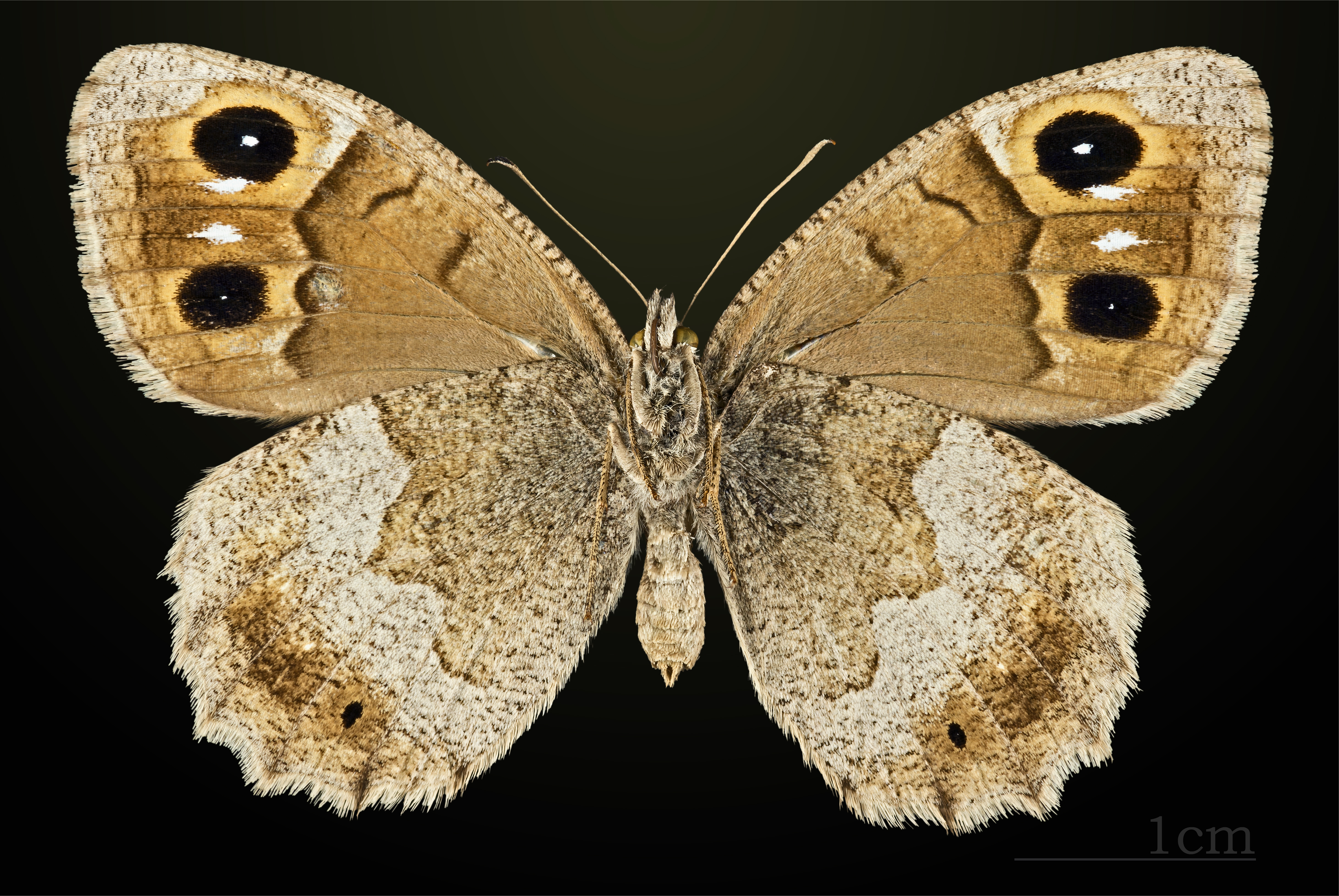
♀ △

Die lehmgelbe, samtartig fein behaarte Raupe hat fünf gleich breite, dunkle Längsstreifen, einen bräunlichen Kopf und rote Stigmen.
Die braune Puppe hat lange Flügelscheiden.

### Ähnliche Arten
Hipparchia fatua, der sich von Makedonien bis Vorderasien findet, ist größer: die Länge der Vorderflügel beträgt rund 30 bis 34 Millimeter. Vor dem Rand der Hinterflügel findet sich eine bogenförmige Linie. Die Unterseite ist braun beschuppt und fein gestrichelt.

## Lebensweise und Verbreitung
Der Eisenfarbige Samtfalter fliegt in Mitteleuropa von Juli bis September, die Weibchen erscheinen etwa 14 Tage nach den Männchen. Der Falter bevorzugt lichte Wälder mit sandigem Boden sowie trockene Waldränder. Sie fliegen am Rand und auf Lichtungen von Nadelgehölzen, wo sie sich mit Vorliebe mitten auf den Weg setzen. In den kleinen Kieferngehölzen, welche die sonnbestrahlten Hügel der Riviera krönen, trifft man die Schmetterlinge im August zuweilen in erstaunlicher Häufigkeit.
Die Raupe lebt an verschiedenen Gräsern, wie Echter Schaf-Schwingel (Festuca ovina), Einjähriges Rispengras (Poa annua) und Haferschmielen (Aira). Sie lebt ab Juli, überwintert und verpuppt sich im folgenden Jahre zwischen Mai und Juli.
Anfang des 20. Jahrhunderts war er in Mitteleuropa nicht selten, heute ist seine Verbreitung lückenhaft und stellenweise ist die Art ausgestorben. In Deutschland nur noch stellenweise in Ostdeutschland. Die Gesamtverbreitung reicht von Nordafrika über die Iberische Halbinsel, das kontinentale West- und Mitteleuropa bis zur Ostsee, durch Südeuropa mit Sizilien bis nach Südrussland und Vorderasien.